# سعدية عباسي
سعدي عباسي (بالإنجليزية: Sadia Abbasi)‏ سياسية من باكستان. تنتمي إلى الرابطة الإسلامية الباكستانية، وحركة الإنصاف الباكستانية. تولى ت منصب عضوة في مجلس الشيوخ الباكستاني (مارس 2003–فبراير 2009)، ومنذ 12 مارس 2018 حتى الآن.